# نبردناو پرسفت
نبردناو پرسفت (به انگلیسی: Russian battleship Peresvet) یک زیردریایی بود که طول آن ۴۳۴ فوت ۵ اینچ (۱۳۲٫۴ متر) بود. این زیردریایی در سال ۱۸۹۸ ساخته شد.